# Ippocrate di Atene
Ippocrate del demo di Colargo (in greco antico: Ἱπποκράτης?, Hippokrátes; Atene, prima metà V secolo a.C. – Delio, 424 a.C.) è stato un militare ateniese.

## Biografia
Ippocrate era figlio di Arifrone, nipote di Pericle. Fu strategos nel 426-25 a.C. e nel 424-23 a.C., partecipando alla guerra del Peloponneso. Proprio durante il suo secondo incarico, fu attivo nel territorio di Megara (dove patì la sconfitta da parte delle forze di Brasida) e conquistò Nisea, insieme col collega Demostene (militare), con il quale intraprese poi la conquista della Beozia: il piano tuttavia fallì perché mancò il coordinamento degli attacchi dei due strateghi e per la defezione dei profughi democratici. Ippocrate non demorse e fortificò la posizione di Delio, stimando le proprie forze sufficienti a contenere l'attacco nemico, tuttavia vi subì la sconfitta trovando la morte. Intanto Demostene, che aveva attaccato Sicione, veniva ugualmente sconfitto.